# 賴恩巴赫河 (奧巴赫河支流)
48°58′58″N 12°40′20″E / 48.982889°N 12.672161°E
賴恩巴赫河是德國的河流，位於該國東南部，由巴伐利亞負責管轄，屬於奧巴赫河的左支流，河道全長0.5公里，流域面積0.2平方公里。